# 维贾雅巴胡六世
维贾雅巴胡六世（Vijayabahu VI），原名Vira Alakesvara，是斯里兰卡甘波罗王国的一个国王，也是Alagakkonara家族中最后一位国王。明代文献称之为亚烈苦奈儿。
维贾雅巴胡六世的父亲是维贾雅巴胡三世的一个大臣，在科伦坡一带建立自己的国家，大约在1382年至1392年期间逝世。这导致了家族的混乱。1387年至1391年期间，布瓦奈卡巴胡五世的异母兄弟Kumara Alakesvara占据了王位，后来被竞争的亲属驱逐。1399年，维贾雅巴胡六世在外国雇佣兵的帮助下重新掌权。
1411年，郑和下西洋的船队经过甘波罗王国，与该国发生冲突。郑和率兵突袭此国，将维贾雅巴胡六世俘虏。一年后，他获释归国。